# Ernsta delagoae
Ernsta delagoae is een vlinder uit de familie van de dikkopjes (Hesperiidae). De wetenschappelijke naam van de soort is voor het eerst gepubliceerd in 1898 door Roland Trimen.
De soort komt voor in Oeganda, Kenia, Angola, Zambia, Mozambique, Zimbabwe, Botswana, Namibië, Zuid-Afrika en Swaziland.